# Allosiopelus
Allosiopelus is een geslacht van kevers uit de familie van de loopkevers (Carabidae). De wetenschappelijke naam van het geslacht is voor het eerst geldig gepubliceerd in 1995 door Ito.

## Soorten
Het geslacht Allosiopelus is monotypisch en omvat slechts de volgende soort:
- Allosiopelus punctatipennis N. Ito, 1995